# Józef Adamowicz (krajoznawca)
Józef Adamowicz (ur. 1876 – zm. 4 maja 1936) – prawnik i ekonomista, nauczyciel, krajoznawca, działacz krajoznawczy.

## Życiorys
Urodził się w 1876 r. Studiował prawo. Czynny zawodowo przed I wojną światową jako członek Delegatury Łódzkiej Rady Adwokackiej w Warszawie, następnie jako sekretarz Giełdy Łódzkiej. Podczas I wojny światowej był sekretarzem Głównego Komitetu Obywatelskiego. Po 1918 r. był dyrektorem Gimnazjum Zgromadzenia Kupców m. Łodzi (zapewne do 1926 r.). Przeniósł się później do Warszawy, gdzie pracował w Ministerstwie Skarbu. Początkowo był kierownikiem Departamentu Kredytowego, a później radcą prawnym. Jego losy zawodowe po I wojnie światowej nie są znane.
Był krajoznawcą, poznawał i propagował dzieje i zabytki ziem polskich, ale głównie Królestwa Polskiego. W 1909 r. był członkiem założycielem Łódzkiego Oddziału Polskiego Towarzystwa Krajoznawczego PTK. 7 marca 1909 r. w sali Szkoły Handlowej Zgromadzenia Kupców m. Łodzi (obecnie gmach należy do Uniwersytetu Łódzkiego (UŁ), ul. G. Narutowicza 68) odbyło się pierwsze zebranie, które wybrało prezesem Zarządu Oddziału Wacława Klossa – dyrektora tej szkoły, i w tym pierwszym zarządzie był zastępcą członka Zarządu oraz przewodniczącym Sekcji Popularyzacji Krajoznawstwa. W następnych latach był także wybierany w skład zarządu, a nawet był wybierany Prezesem Oddziału (w l. 1910–1914 oraz 1924–1926). Adamowicz był cenionym prelegentem Towarzystwa, regularnie wygłaszał odczyty (np. O kolejach żelaznych na ziemiach polskich itp.). Ponadto przez kilkanaście lat był prezesem Łódzkiego Towarzystwa Przyjaciół Francji. Podczas pobytu w Warszawie był przez pewien czas (brak dokładniejszych dat) członkiem Zarządu Głównego PTK.
Zmarł 4 maja 1936 r., pochowany na cmentarzu w Gałkówku.